# ساندرو جيوفانيني
ساندرو جيوفانيني (10 يوليو 1915 في روما-26 أبريل 1977 روما) كاتب مسرحي إيطالي.

## سيرة ذاتية

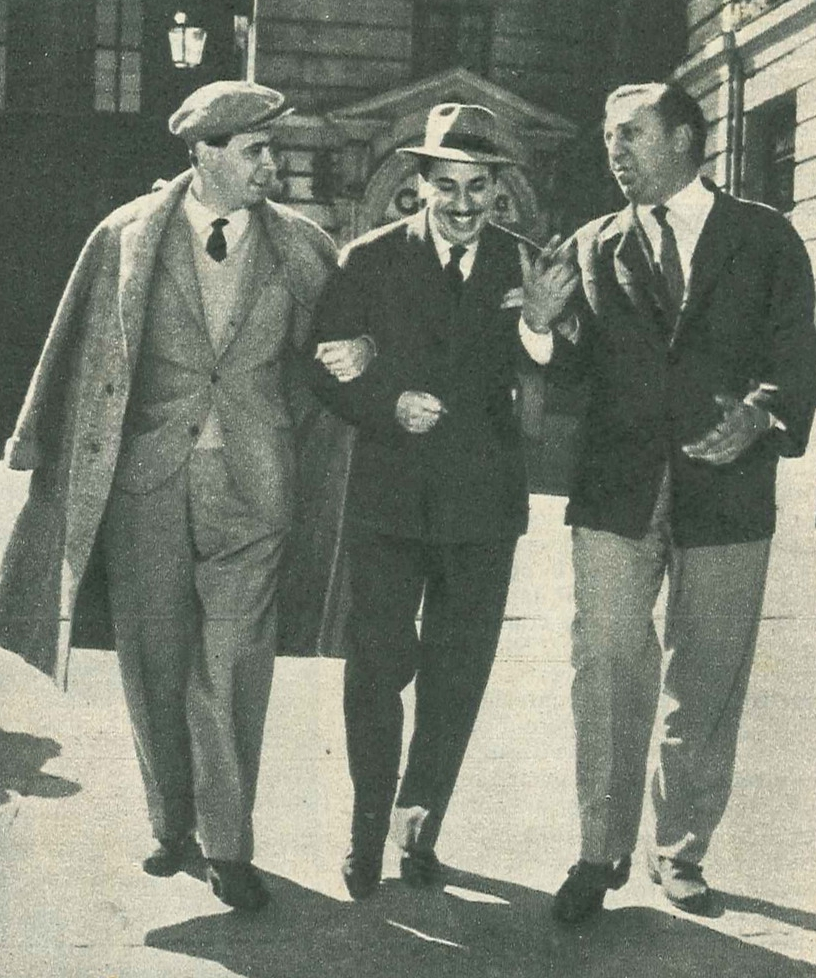
ساندرو جيوفانيني مع فنانين اخرين

اشتهر ساندرو جيوفانيني بشراكته الفنية الطويلة مع بيتر غاريني وكتبتهما العديد من المسرحيات الموسيقية الناجحة، أسسوا معًا صحيفة «Cantachiaro» الفكاهية في عام 1944، شكل بالتعاون مع راي جمعية «Garinei and Giovannini» الفنية من عام 1949 إلى 1951 وعمل في مجلة «La Bisarca»، ثم في المسرح والسينما.
شارك في تقديم الكوميديا الموسيقية في إيطاليا في عام 1952 بأفلام كوميدية مثل أتاناسيو كافالو فانيسيو مع ريناتو راسيل كممثل ومغني وراقص.
توفي ساندرو جيوفانيني في روما عام 1977.